# باتي غريفين
باتي غريفين (بالإنجليزية: Patty Griffin)‏ هي موسيقية ومغنية مؤلفة وملحنة أمريكية، ولدت في 16 مارس 1964 في أولد تاون في الولايات المتحدة.

## وصلات خارجية
- الموقع الرسمي
- باتي غريفين على موقع IMDb (الإنجليزية)
- باتي غريفين على موقع ميوزك برينز (الإنجليزية)
- باتي غريفين على موقع رولينغ ستون (الإنجليزية)
- باتي غريفين على موقع أول ميوزيك (الإنجليزية)
- باتي غريفين على موقع ديسكوغز (الإنجليزية)
- باتي غريفين على موقع قاعدة بيانات الفيلم (الإنجليزية)